# Altica rosicola
Altica rosicola es un coleóptero de la familia Chrysomelidae. Fue descrita científicamente por primera vez en 1969 por Kral.